# Rutger Kopland
Rutger Kopland, pseudoniem van Rutger Hendrik (Rudi) van den Hoofdakker (Goor, 4 augustus 1934 – Glimmen, 11 juli 2012) was een Nederlandse dichter en schrijver. Van beroep was hij psychiater, maar bij een groter publiek is hij bekend als dichter.

## Leven en werk

### Wetenschapper
In 1959 deed Van den Hoofdakker zijn artsexamen aan de Rijksuniversiteit Groningen (RUG). In 1966 promoveerde hij op een dissertatie over slaapstoornissen, getiteld Behaviour and EEG of drowsy and sleeping cats. Vervolgens werd hij als psychiater een autoriteit op het gebied van depressiebestrijding door lichttherapie en slaapverschuiving. In 1970 leverde hij met het pamflet Het bolwerk van de beterweters scherpe kritiek op de pretenties van de medische stand, waardoor hij een boegbeeld werd van de antiautoritaire zienswijze op de psychiatrie. Hij was van 1981 tot 1995 hoogleraar biologische psychiatrie aan de RUG. Zijn inaugurele rede, uitgesproken op 21 juni 1983, was getiteld Iets over het gebruik van hersenen.
Hij produceerde vele wetenschappelijke publicaties. Hij speelde een belangrijke rol in het onderzoek naar, en de herintroductie van, de elektroconvulsietherapie of ECT, beter bekend als de elektroshock. Deze techniek wordt mede door de inzet van Van den Hoofdakker in Nederland jaarlijks weer op honderden mensen toegepast.
Als wetenschapper, psychiater en dichter trad Van den Hoofdakker in 1999/2000 op in het VPRO-programma Van de Schoonheid en de Troost van Wim Kayzer.

### Persoonlijk
Hij was getrouwd, had drie kinderen en woonde sinds de vroege jaren zestig in Glimmen in de Nederlandse provincie Groningen.
Als gevolg van een ernstig auto-ongeluk in december 2005 raakte Kopland enige tijd in coma, veroorzaakt door een hartstilstand. Hierna trok hij zich grotendeels terug. Interviews gaf hij nog maar weinig en hij trad nauwelijks meer op in het openbaar. In 2008 verscheen zijn laatste dichtbundel Toen ik dit zag. De daarna gepubliceerde lezing "Inleiding in de 'Patafysica" over wetenschappelijke onzinbeweringen had hij al in 2000 uitgesproken in de universiteit van Tilburg. Hij gaf in 2009 wel een interview voor het tv-programma Kijken in de ziel.
Kopland overleed op 11 juli 2012 op 77-jarige leeftijd. Hij werd in besloten familiekring gecremeerd. Er was een herdenking in de Martinikerk in Groningen.

## Onderscheidingen
- 1969 – Jan Campert-prijs voor Alles op de fiets
- 1975 – Herman Gorterprijs voor Een lege plek om te blijven
- 1986 – Paul Snoekprijs voor Dit uitzicht
- 1988 – P.C. Hooft-prijs voor zijn gehele oeuvre
- 1998 – VSB Poëzieprijs voor Tot het ons los laat
- 1999 – Eredoctoraat Universiteit voor Humanistiek
- 2002 – Eredoctoraat Universiteit Utrecht

In april 2005 werd bekend dat Kopland de dat jaar aan hem toegedachte koninklijke onderscheiding zou weigeren, "omdat koninklijke onderscheidingen bedoeld zijn om mensen in het zonnetje te zetten, die normaal gesproken in de schaduw opereren".

## Muurgedichten en andere uitingen

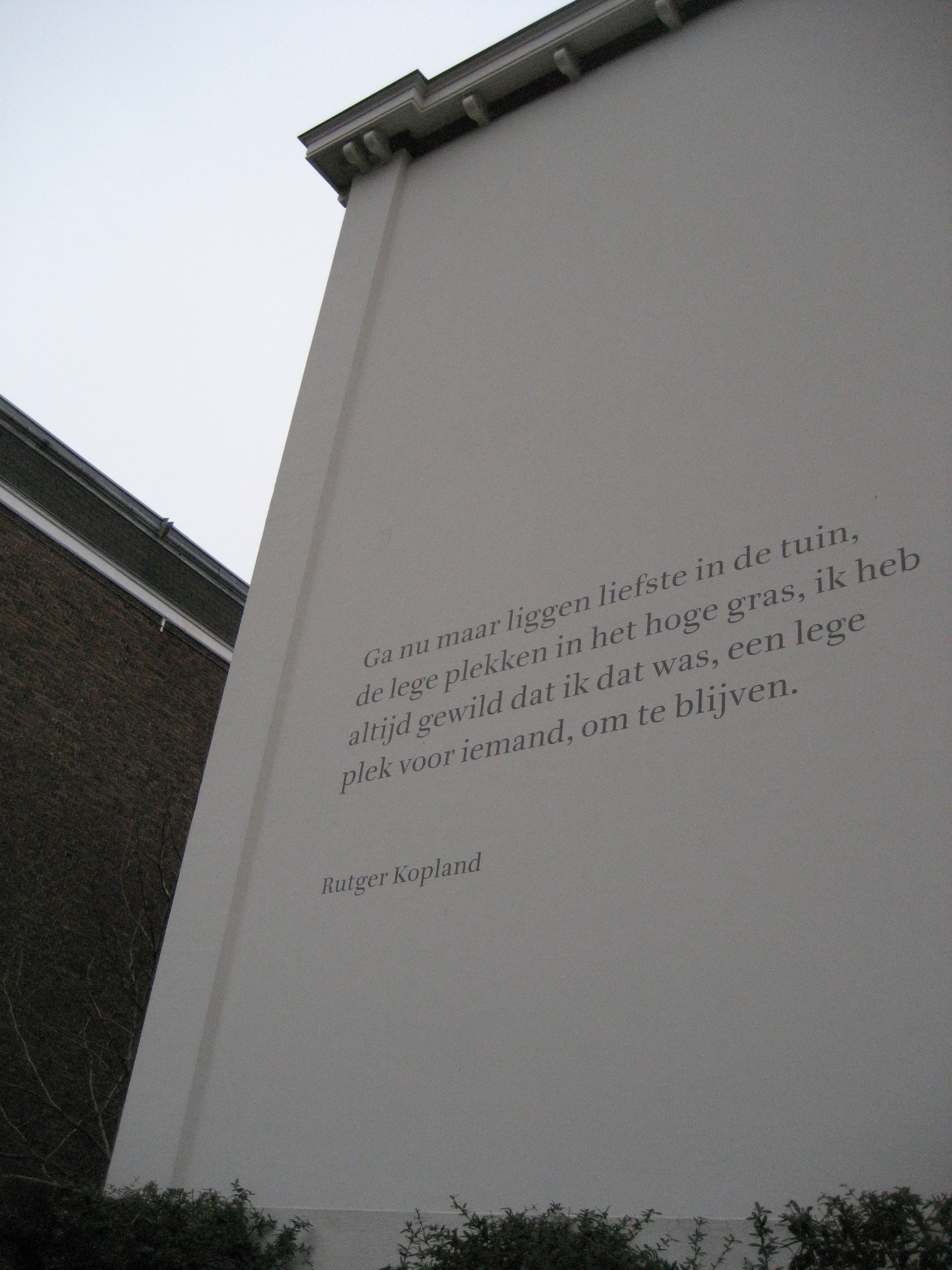
Muurgedicht Een lege plek om te blijven in Den Haag

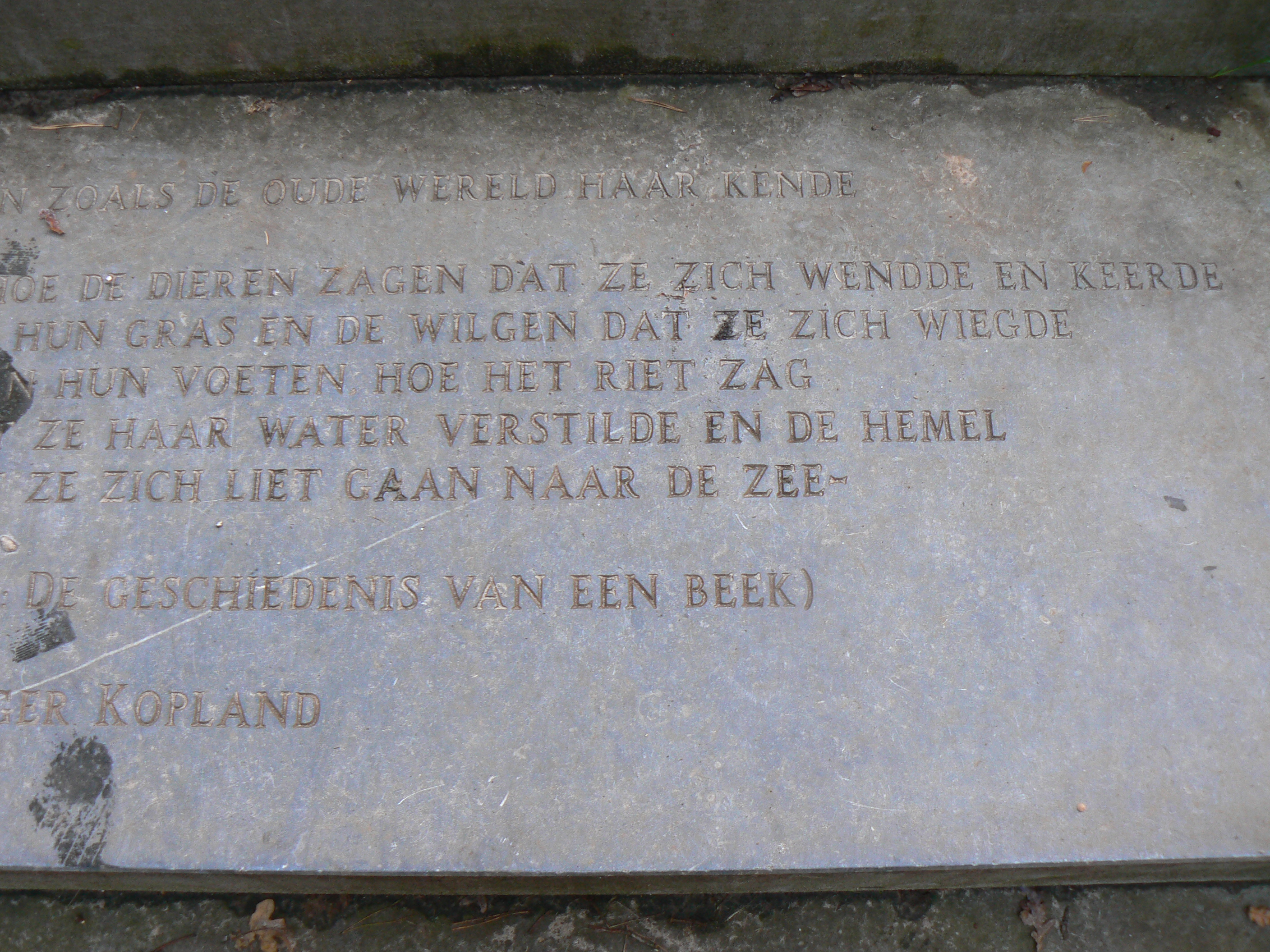
Zoals de oude wereld haar kende; sculptuur in Sellingen

- Twee van zijn gedichten zijn in 1999 (Door het park) en in 2006 (Een lege plek) uitgefreesd in platen cortenstaal aan de achtermuur van de Steile Tuin in het Arnhemse Park Sonsbeek.
- Aan de Groeneweg in Leeuwarden, vlak voor het aldaar bekende gebouw Tresoar, ligt een poëzietableau in het plaveisel met een gedicht van Rutger Kopland. Het heeft de toepasselijke titel 'Een steen in Leeuwarden' en eindigt met de strofe: 'Maar nu je dit leest ligt hij /  te zeggen in je hoofd ben ik /  voor jou geen steen meer'. Het hardstenen poëzietableau maakt deel uit van de Leeuwarder poëzieroute die bestaat uit ruim 55 poëzietableaus van vooraanstaande dichters. Zie verder www.poezieroute.nl. Toen bekend werd dat Rutger Kopland was overleden werd op dit poezietableau als eerbetoon en onder verwijzing naar zijn bekende gedicht Jonge sla een jong slaplantje gelegd dat er een week onaangetast heeft gelegen.
- In het dorpje Watou, in de gemeente Poperinge in West-Vlaanderen waar jaarlijks een multimediaal kunstfestival wordt georganiseerd, is de Kapelaanstraat voor het tegenwoordige 'Huis van de Dichter', (het vroegere woonhuis van dichter Gwij Mandelinck, oprichter, bezieler en organisator van de legendarische ‘Poëziezomers van Watou’) omgedoopt tot Rutger Koplandstraat, waar ook een gedicht van Kopland op de tuinmuur is afgebeeld.
- Op de campus van Tilburg University is een gedicht van Rutger Kopland geplaatst op de ramen van de glazen gang tussen twee gebouwen in het begin van de 21e eeuw.[7]
- In de Surinamestraat in Den Haag werd op 31 maart 2012 een muurgedicht van Kopland onthuld door wethouder Marjolein de Jong. Het gedicht staat op een blinde muur van het Hofje van Schuddegeest, eigendom van de Koninklijke Haagse Woningvereniging 1854. De Nederlandse typograaf en letterontwerper Gerrit Noordzij bracht de tekst aan.[8]

## Kopland in beeld
- 1973 : Het Gat van Nederland / Poëzie in Nederland op YouTube  (Theo Uittenbogaard/VPRO) over Rutger Kopland bij de Drentsche Aa
- 2006 : Rutger Kopland : de taal van het verlangen, Hoek, Piet Hein van der (red., regie) / productie, research: Lejo Siepe; medew.: Anton Korteweg. Stichting Beeldlijn, Groningen. 1 dvd-video (ca. 55 min.). ISBN 978-90-476-0075-6[9]